# Arctosa politana
Arctosa politana là một loài nhện trong họ Lycosidae.
Loài này thuộc chi Arctosa. Arctosa politana được Carl Friedrich Roewer miêu tả năm 1960.